# Altstadt (Bayreuth)

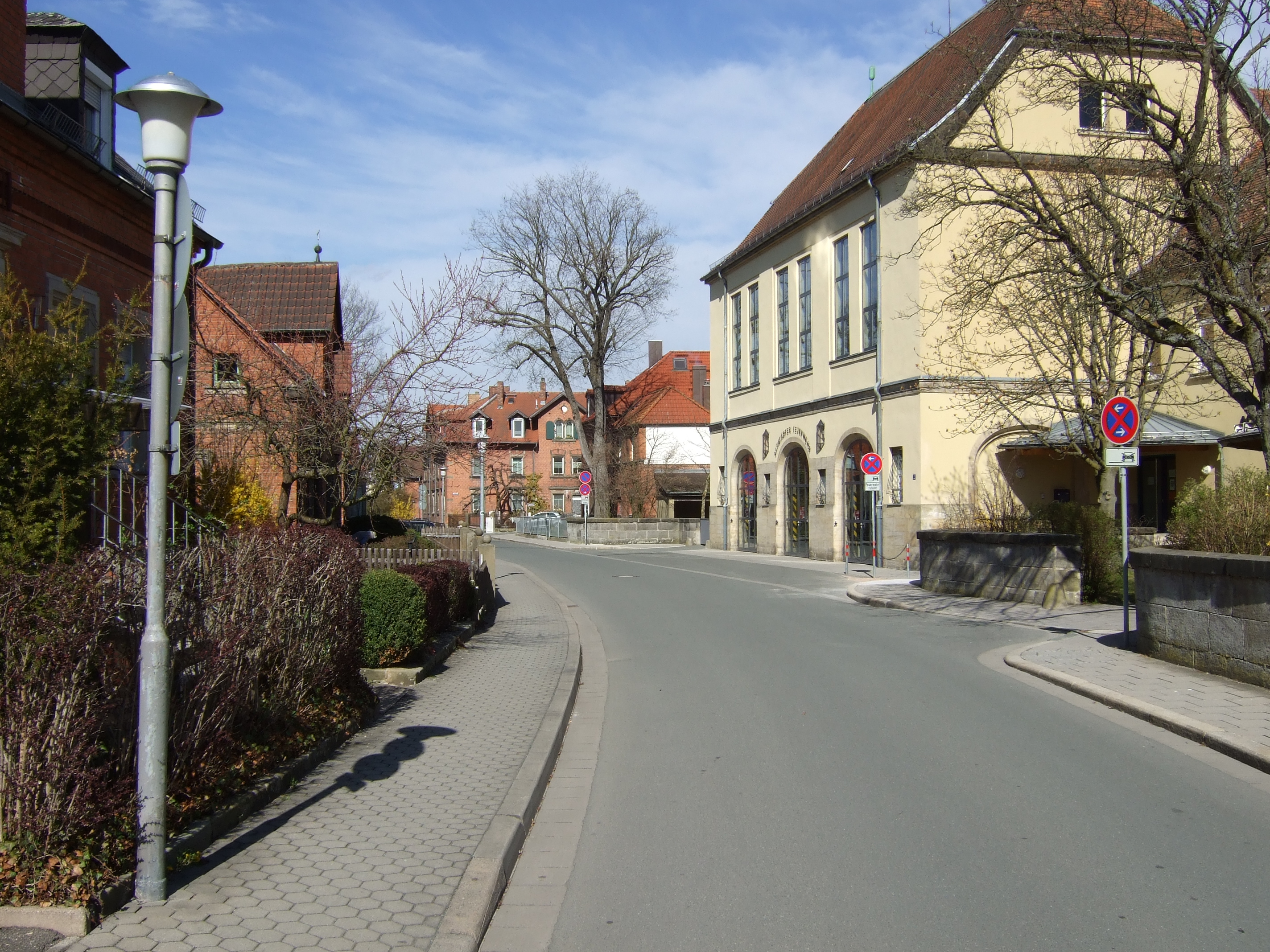
Fantaisiestraße mit Feuerwehrhaus Bayreuth Altstadt – im Obergeschoss die Aula der Altstadtschule

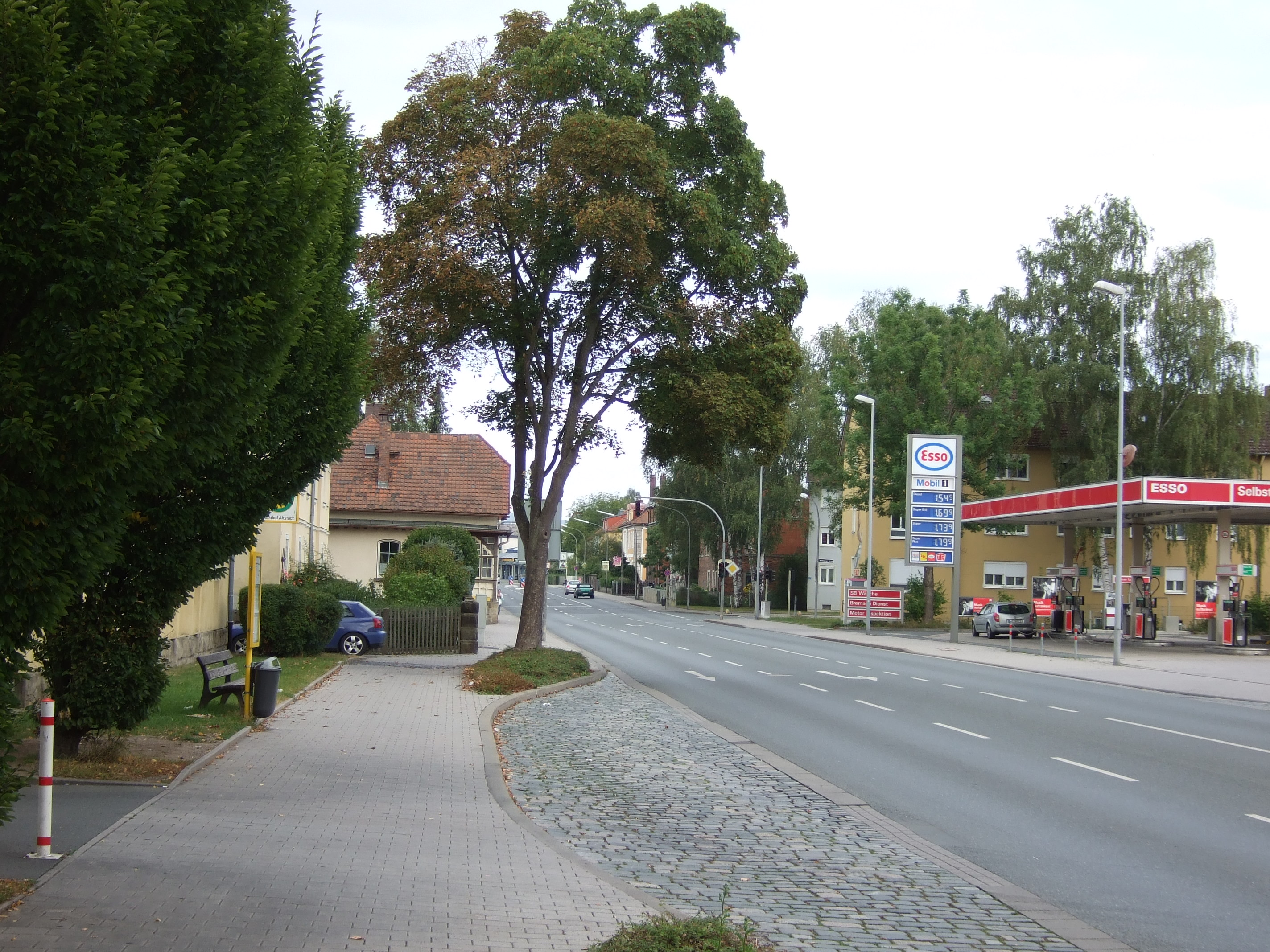
Hauptachse Bamberger Straße, stadtauswärtiger Abschnitt mit ehemaliger Tankstelle, Blickrichtung Innenstadt (2012)

Die Altstadt ist ein peripher gelegener Stadtteil von Bayreuth. Er darf nicht mit der historischen Innenstadt verwechselt werden. Mit rund 11.000 Einwohnern ist er der bevölkerungsreichste Bayreuther Stadtbezirk.

## Name
Noch zu Beginn des 20. Jahrhunderts war die Bezeichnung Altenstadt gebräuchlich. Der 1904 eröffnete Bahnhof wurde damals unter dem Namen Altenstadt b/Bayr. im Fahrplan geführt.
Die Annahme, der ursprüngliche Name der Altstadt habe „Altenreuth“ oder nur „Reut“ gelautet, lässt sich nicht eindeutig belegen. Dem Landbuch von 1421 ist zu entnehmen, dass der Vorgängerbau der Bayreuther Stadtkirche Heilig Dreifaltigkeit eine Tochterkirche der Altenstädter Sankt-Nikolaus-Kirche war („die rechte Hauptkirche und Pfarr zw peyrreute ist aus dem Gotzhaws des Hl. Bischofs St. Nikolaus entsprossen“) und Pfarrei bei Reut („Pfarr peyr Reut“) genannt wurde.

## Lage und Struktur

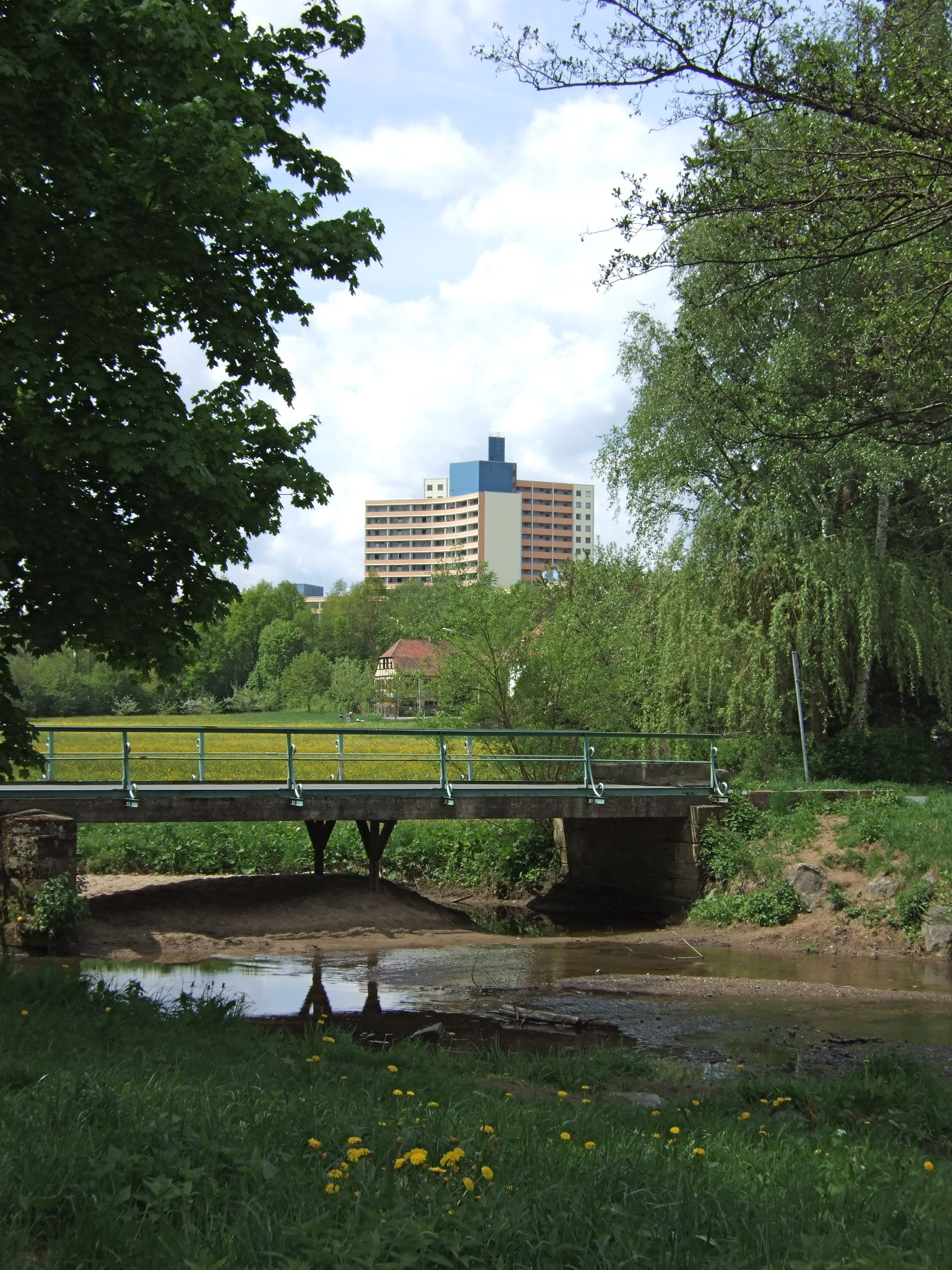
Brücke der St.-Nikolaus-Straße über den Mistelbach, im Hintergrund das Ypsilon-Haus

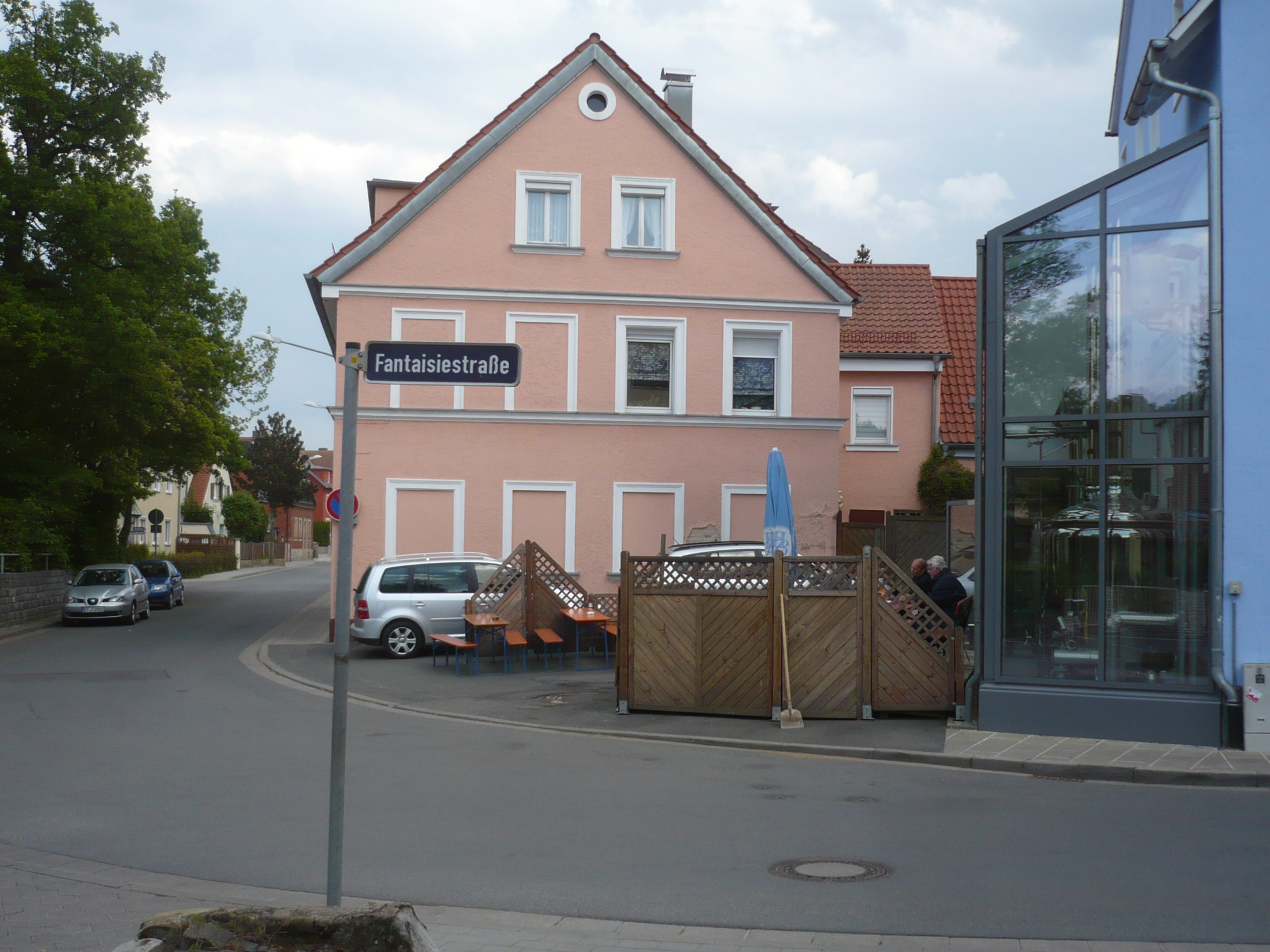
Historische Ortsmitte am Kirchhügel, rechts das gläserne Sudhaus des Becher Bräu

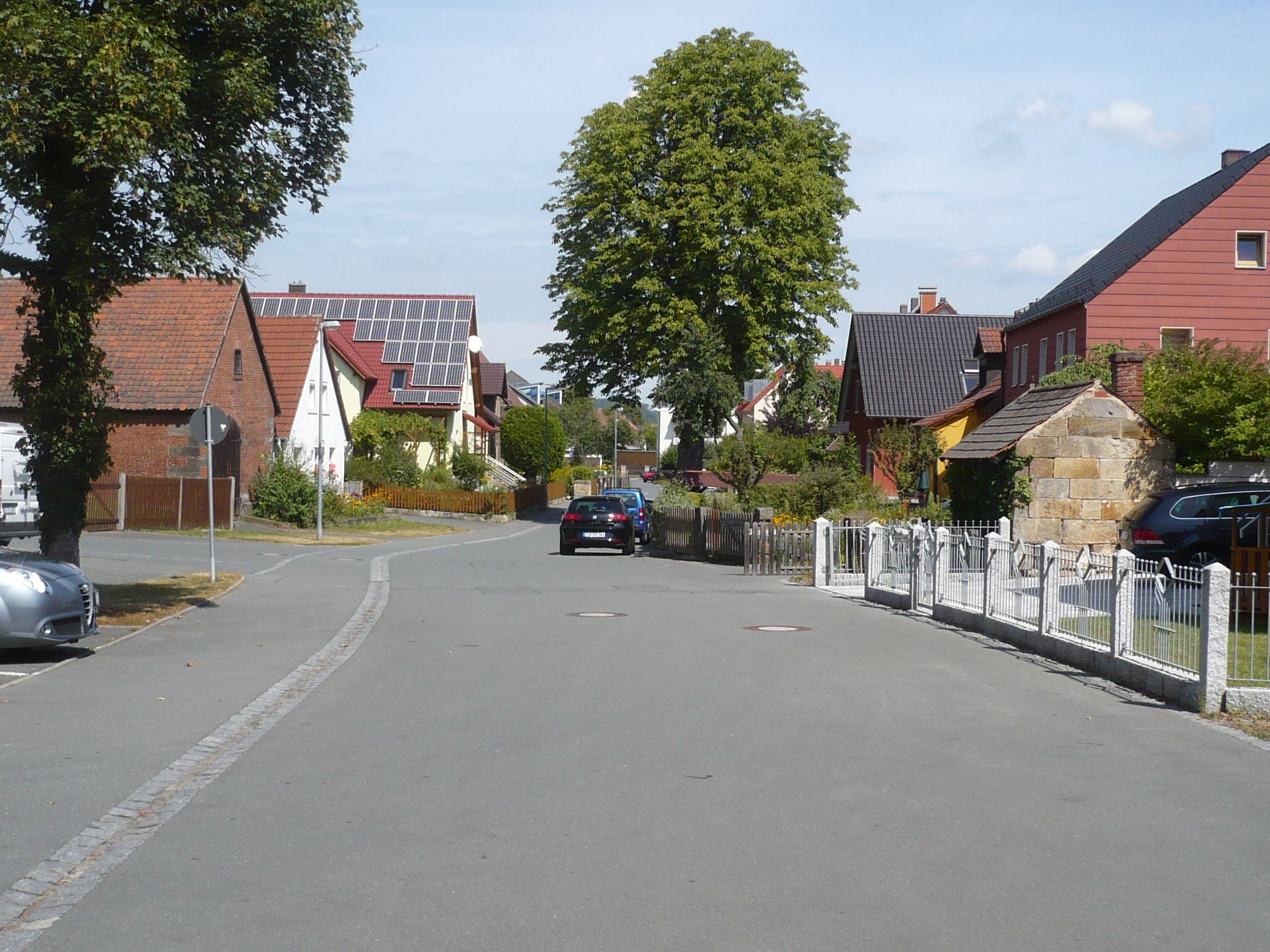
Wallstraße im alten Ortskern

Die Altstadt liegt in flachem Gelände westlich der Bayreuther Innenstadt. Räumlich begrenzt wird sie in etwa vom Mistelbach, dem Straßenzug Scheffelstraße  – Justus-Liebig-Straße, von der Spitzwegstraße und der ehemaligen Bahntrasse nach Thurnau. Der südliche Teil um den historischen Jakobshof ist weitgehend als Neubauviertel nach 1945 entstanden und trägt dessen Namen.
Am heutigen Freiheitsplatz befand sich der Damm des 7,5 Hektar großen Bindlacher Weihers, der sich beiderseits der Justus-Liebig-Straße bis hinter die Hans-Meiser-Straße erstreckte. Er und der weiter südlich gelegene Pechhüttner Weiher wurden vom „Vindenschalk“ bewacht und betreut. Jedem Besitzer des Anwesens in der Fischergasse (heute: Sankt-Nikolaus-Str. 14) oblag neben seiner normalen Tätigkeit das Amt des Weiherwärters. Als weiterer Teich befand sich der Hirtenweiher zwischen der Wallstraße und dem Südostflügel der 1914 eröffneten neuen Altstadtschule.
Nach der 1746 abgeschlossenen Trockenlegung des Bindlacher Weihers wurde auf Anordnung des Markgrafen der Herrschafts- oder Fürstenweg zum Schloss Fantaisie angelegt. Die später allgemein Chaussee genannte Straße verlief über den noch vorhandenen Weiherdamm und einen Ernteweg südlich am Ort vorbei. Zwischen 1765 und 1786 schafften die Altenstädter für ihren Bau in Gemeinschaftsarbeit mehrere tausend Fuhren Sand und Steine heran. Seit 1894 trägt die Chaussee den Namen Bamberger Straße. Um 1937 wurde sie als Abschnitt der Reichsstraße 22 in das Netz der Reichsstraßen einbezogen und 1949 Teil der Bundesstraße 22.
Noch 1940 war der Stadtbezirk räumlich abgetrennt, zwischen der Stadt und der Altstadt existierte keine durchgehende Bebauung. Der markanteste Platz zwischen Altstadt und Bayreuth ist der Stadtfriedhof, der 1545 an dieser Stelle angelegt wurde und auf dem berühmte Persönlichkeiten wie Franz Liszt und Jean Paul ihre letzte Ruhe gefunden haben. Direkt am heutigen Haupteingang des Friedhofs lag früher das Siechenhaus. Daran erinnern noch die Reste eines Brunnens neben der jetzigen Bushaltestelle Stadtfriedhof.
Am Waldrand des Buchsteins an der Adolf-Wächter-Straße befindet sich seit 1974 die Bayreuther Stadtförsterei. Dort lässt sich bereits seit 1398 der „Klebshof“ nachweisen.
Die statistische Gebietseinheit Altstadt geht räumlich weit über die beschriebene Siedlung hinaus. Zusammen mit dem alten Dorfkern ist ein Viertel mit etwa 11.000 Einwohnern entstanden. In früheren Jahrzehnten galt die Altstadt als ein ausgesprochenes Arbeiterviertel. Es überwiegen der Mietwohnungsbau und die Bausubstanz aus der Zeit nach dem Zweiten Weltkrieg.

## Geschichte

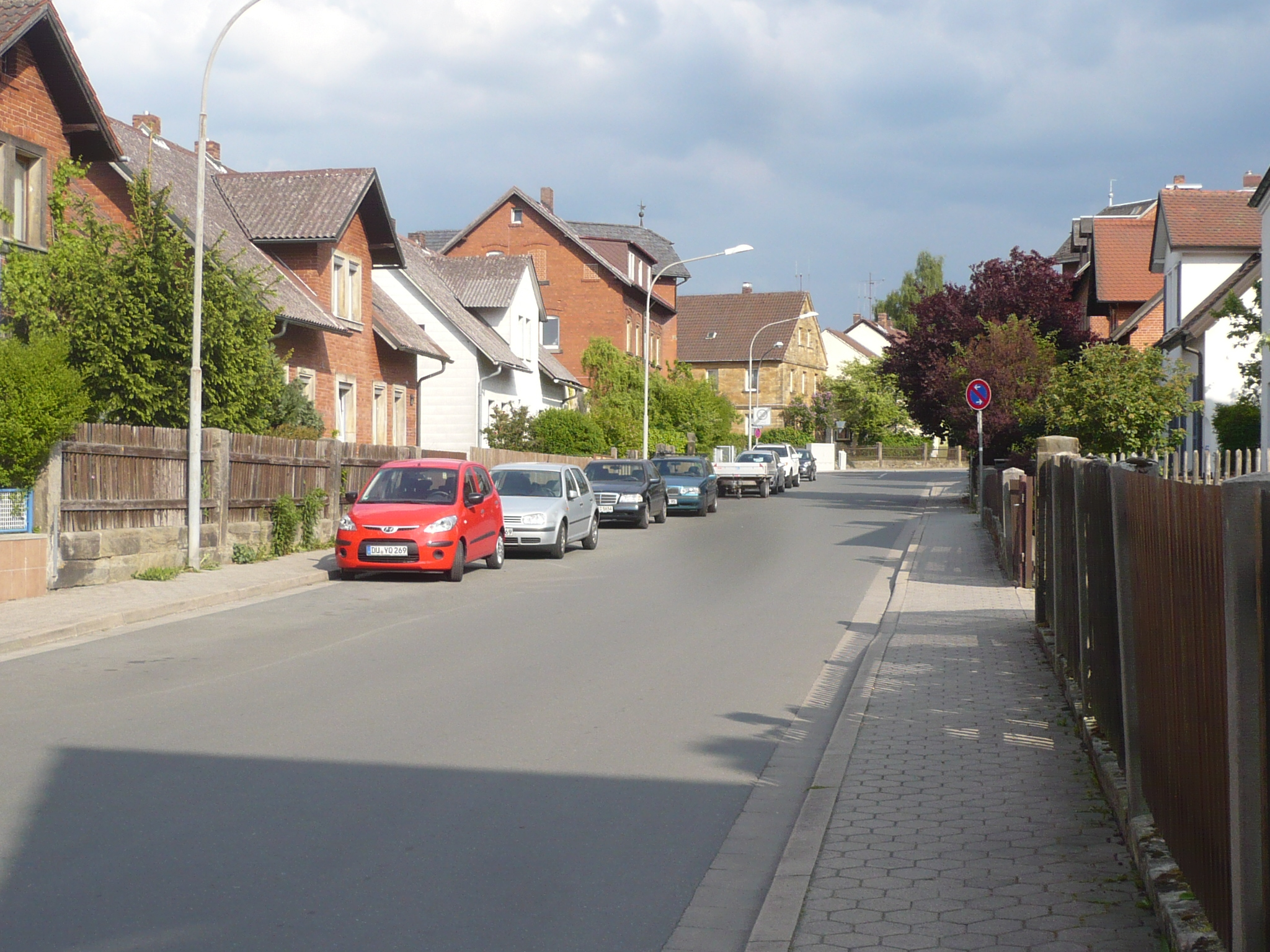
St.-Nikolaus-Straße, Blick zur Bamberger Straße

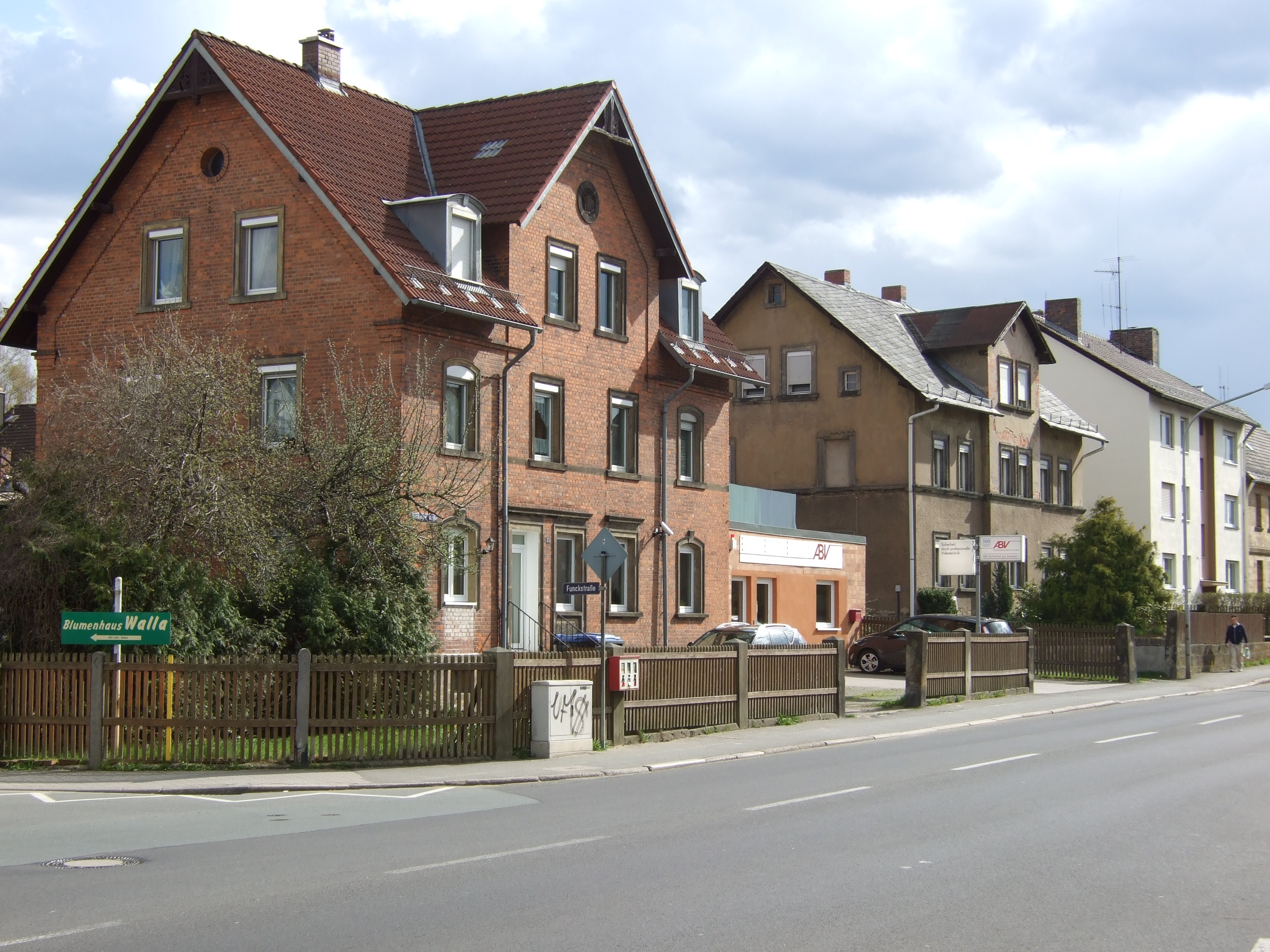
Altbauten an der Bamberger Straße (ehemalige „Chaussee“)

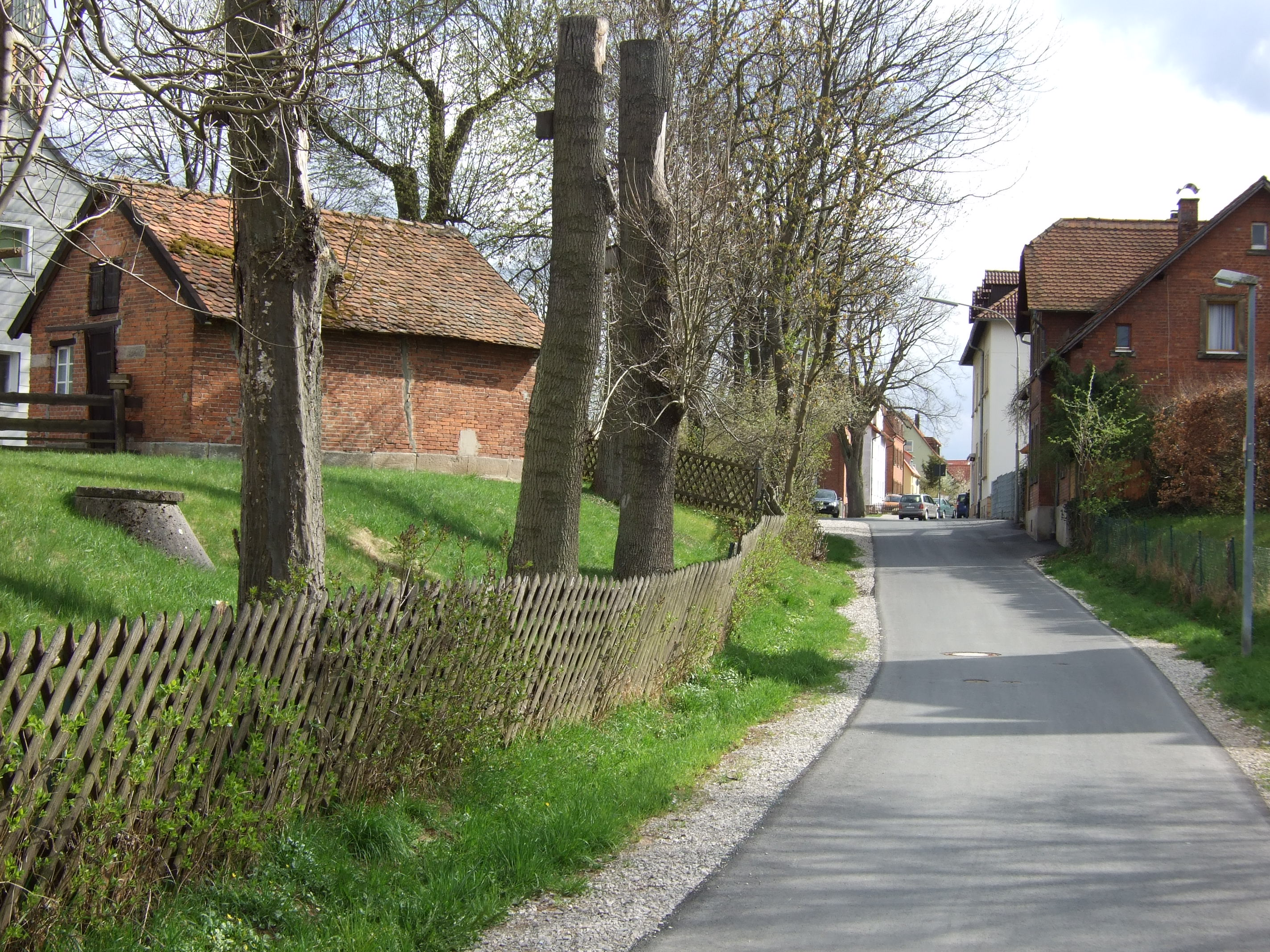
Jakobstraße am Jakobshof

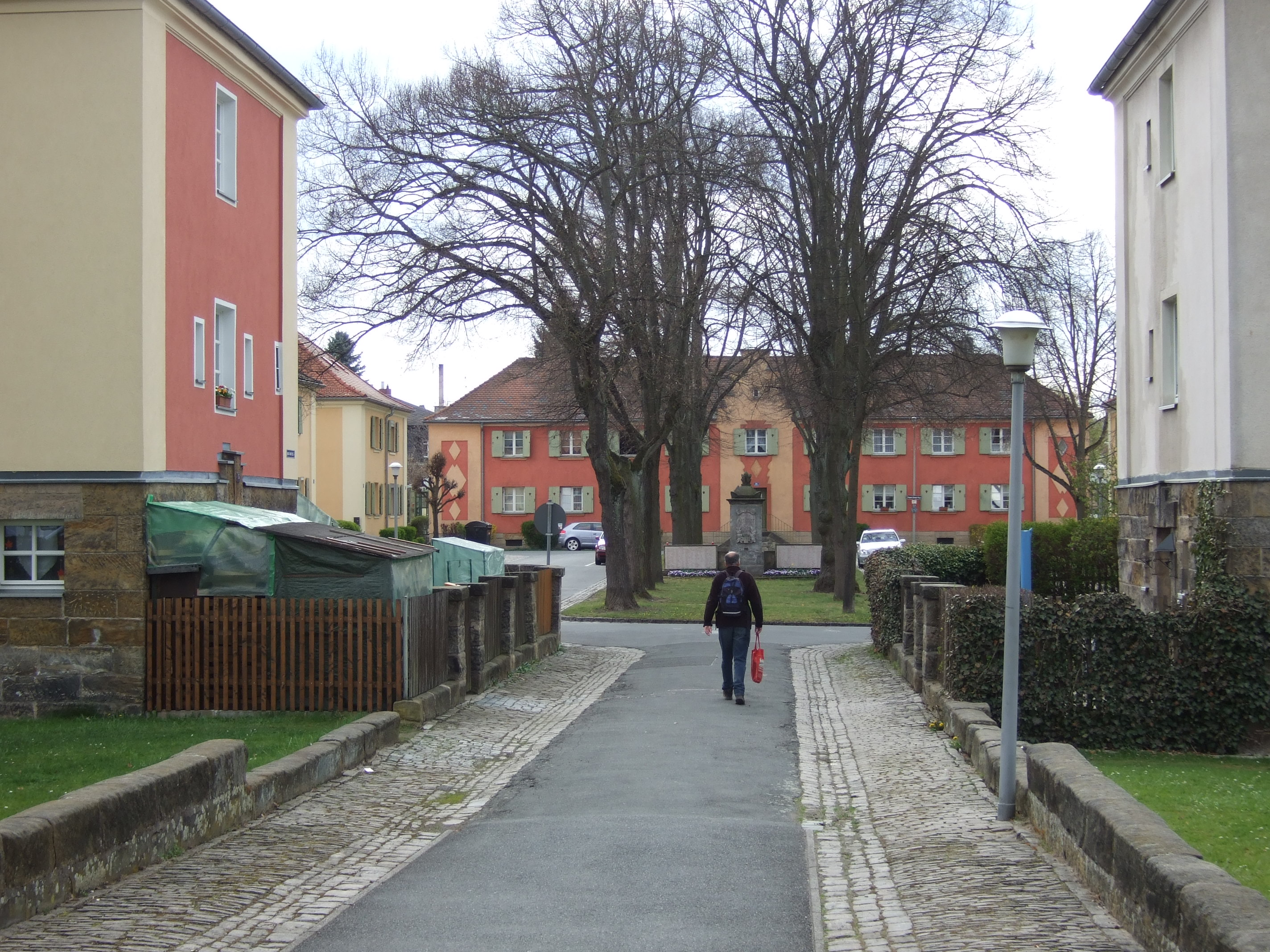
August-Bebel-Platz

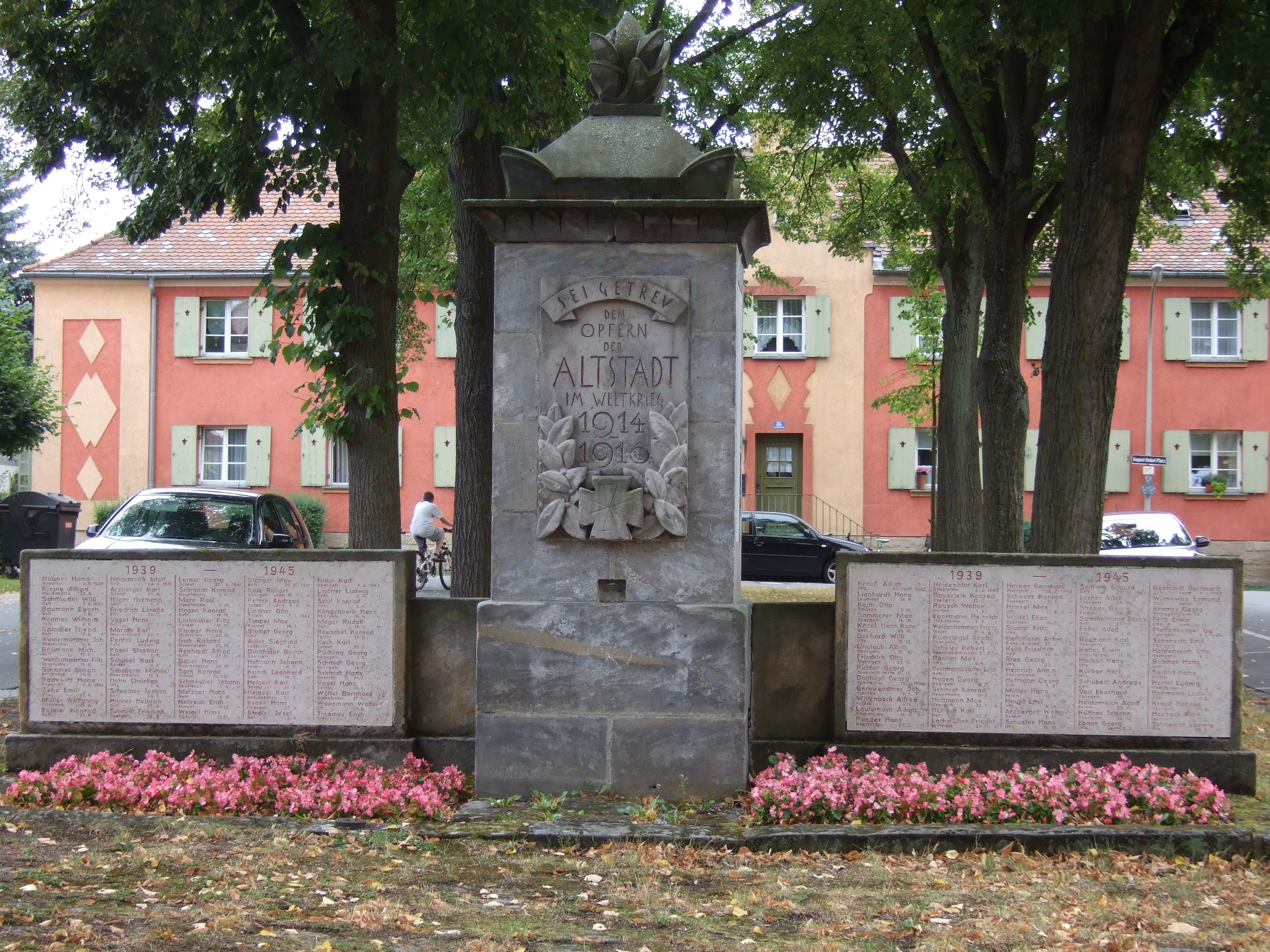
Gefallenendenkmal am August-Bebel-Platz

Der Kern des Stadtteils, der bis ins frühe 20. Jahrhundert als „Altenstadt“ bezeichnet wurde, liegt weitab des Zentrums am westlichen Rand der Stadt. Für die historische Innenstadt ist die Bezeichnung Altstadt aufgrund der Verwechslungsgefahr nicht gebräuchlich.
Älter als der Ort dürfte der Klebshof auf heutigem Altstädter Gebiet beim Stadtforsthaus gewesen sein. Sein Name deutet auf eine slawische Besiedlung hin, chlevy (Klebs) bedeutet Wohnhütte. Der Ort selbst ist vermutlich eine fränkische Gründung aus dem frühen 11. Jahrhundert.
Erwähnt wurde Altenstadt erstmals 1398 als Dorf, das der Gerichtsbarkeit Bayreuths unterstellt war. Vermutlich existierte es bereits vor dem Jahr 1007, es ist damit älter als die Stadt selbst.
Die Altstadt hat eine weit zurückreichende Siedlungstradition, von der im Ortsbild aber nur noch wenig zu erkennen ist. 1398 bestand der Ort aus acht Höfen. Eine Mühle und zwei weitere Höfe lagen im Bereich des heutigen Stadtviertels: die Rüttlasmühle (auch: Röckleinsmühle) und der Mayerhof (in Höhe der Bamberger Straße 67) sowie der Klebshof waren herrschaftliche Lehen, die von der Familie von Seckendorf genutzt wurden. Zwischen 1512 und 1514 wurden die Höfe an das Bayreuther Hospital verkauft und vollständig abgerissen. Der Klebshof wurde bis 1517 als Äußerer Spitalhof wieder aufgebaut.
Seit dem 14. Jahrhundert gab es bereits enge Beziehungen zum benachbarten Bayreuth. 1481 erhielten die Bewohner das Bürgerrecht der Stadt, da der Ort in deren Burgfrieden, der Ein-Meilen-Zone rund um die Stadtgrenze, lag. Dennoch blieben sie von vielen städtischen Einrichtungen ausgeschlossen. Sie mussten Abgaben leisten, durften jedoch an der Armenpflegschaft und an bürgerlichen Stiftungen nicht teilnehmen, die Kranken wurden nicht ins Stadtlazarett aufgenommen. 1818 schrieb der Altenstädter Ortsvorstand Nikolaus Hörath in einem Brief an das königliche Polizeikommissariat Bayreuth: „Wir werden von der Stadt zwar als Mitbürger bezeichnet, sind aber von den Rechten eines Bürgers ausgeschlossen und müssen deren Pflichten mittragen. Wir sehen daher für unsere Gemeinde mehr Nachteile als Vorteile und möchten deswegen wieder eine eigene Landgemeinde sein.“ Die Stadtbürger wollten zudem durch strenge Regeln ihre städtischen Kaufleute und Zünfte schützen. Daher verboten sie den Altenstädtern, ihr Bier in den städtischen Brauhäusern zu sieden. Bäcker, Metzger und Kaufleute durften in der Altenstadt keine Läden eröffnen. Noch 1825 beklagte sich die Gemeinde beim Bayreuther Bürgermeister: „Wir müssen nach wie vor unseren Fleischbedarf für unsere 400 Einwohner aus Bayreuth besorgen und erhalten meist eine mindere Qualität.“ Brot verkaufte nur der Gastwirt Jakob Greiner, der aber als unzuverlässig galt. 1835 wollte der Kramladenbesitzer Andreas Ernst sein Angebot mit einem Brothandel erweitern, was Greiner – letztlich erfolglos – zu verhindern versuchte.
Gegen Ende des 18. Jahrhunderts gab es in Altenstadt 44 Anwesen. Grundherren waren das Hofkastenamt Bayreuth (1 Mühle, 1 Gut, 1 Gütlein), die Hofkanzlei Bayreuth (1 Söldengut, 2 Güter, 1 Haus), das Amt Unternschreez (1 Söldengut, 1 Haus), Bayreuther Rat (1 Söldengut, 1 Wirtshaus, 1 Haus), die Superintendentur Bayreuth (1 Söldengut), das Syndiakonat Bayreuth (1 Gütlein), das Gotteshaus Bayreuth (3 Sölden, 2 Söldengütlein, 1 Gütlein, 1 Wohnhaus mit Schmiedwerkstatt, 3 Tropfhäuser, 5 Wohnhäuslein), das Hospital Bayreuth (1 Schlösslein, 1 Hof, 8 Sölden, 1 Söldengütlein) und die Gemeinde Altenstadt (1 Schul- und Gemeindehaus, 1 Gemeindeschmiede, 2 Häuslein, 1 Wohnhäuslein).
Im Jahr 1800 waren 48 Hausnummern registriert, die Zahl der Einwohner lag vermutlich unter dreihundert. In dem Ort um die heutigen Sankt-Nikolaus-Straße, Fantaisiestraße, Wallstraße und Eichelweg lebten Bauern, Tagelöhner und Handwerker. Diese Sozialstruktur blieb über Jahrhunderte fast unverändert bestehen. Noch 1834 bezeichnete der Bayreuther Magistrat die Altenstadt geringschätzig als ein „Bauerndorf im sogenannten Burgfrieden“. Auf Antrag der Altenstädter besiegelte das Innenministerium des Königreichs Bayern am 10. Juli 1840 die Eingemeindung nach Bayreuth. Durch den Zuzug von Fabrikarbeitern im 19. Jahrhundert stieg die Einwohnerzahl sprunghaft an, im Jahr 1900 wurden 2042 Einwohner gezählt.
Auf Altenstädter Gemeindegebiet, an der Grenze zum Stadtteil Kreuz, befand sich zeitweise eine Bayreuther Hinrichtungsstätte. Die Flurnummer 3259 trug den Namen Im Galgen. Gleich daneben lag mit der Flurnummer 3262 das Schelmängerlein, wo die Hingerichteten begraben wurden.
1870 gab es im Eichelweg und in der Sankt-Nikolaus-Straße die ersten Läden. 1891 wurde die Altstädter Feuerwehr gegründet, 1892 folgte die Polizeistation. Die ersten Gaslaternen wurden 1894 installiert, 1904 wurde der Bahnhof eröffnet. Eine Posthilfsstelle existierte ab 1906, 1908 wurde die Badeanstalt eingeweiht. Ab 1909 gab es elektrisches Licht. Die Zahl der Gastwirtschaften stieg von einer im Jahr 1860 auf achtzehn im Jahr 1913 an, Ende des 20. Jahrhunderts waren es noch sieben.
Im 19. Jahrhundert wuchs der Ort vornehmlich nach Süden hin. Die Bebauung erreichte die Bamberger Straße, das Quartier auf dem „Hausberg“ Jakobshöhe um den Geseeser Weg und die Jakobstraße entstand. Der Jakobshof auf der Jakobshöhe ist bereits 1429 nachweisbar, von ihm existieren noch Restgebäude. Der Name geht möglicherweise auf einen 1620 erwähnten Besitzer Leonhard Büchelberger, „sonst Jakob genannt“, zurück. Die Jakobstraße war Teil eines Weges, der vom Maintal bei Heinersreuth kommend über den Roten Hügel verlief und weiter bis Gesees und Pegnitz führte.
Um die Jahrhundertwende war die Altstadt eine Hochburg der Sozialdemokratie. Bei der Reichstagswahl 1903 erzielte der SPD-Kandidat mit 84 % der Stimmen das stadtweit beste Ergebnis.
Die Gebäude um den August-Bebel-Platz (bis 1947 (Am) Eichelacker) entstanden ab 1921 im Jugendstil als Kriegsbeschädigten-Siedlung des Bauvereins auf dem Eichel- und dem Stockacker. Dort befindet sich ein 1923 errichtetes Denkmal für die Gefallenen der beiden Weltkriege, das unter Denkmalschutz steht. Bereits Anfang der 1930er Jahre wurde in der Wallstraße ein Hochspannungskabel unterirdisch verlegt.
Bei ihrem Einmarsch im April 1945 hielten die Amerikaner den Stadtteil für eine eigenständige Gemeinde und setzten irrtümlich den evangelischen Pfarrer als Bürgermeister ein.
In der Nachkriegszeit entstanden Neubaugebiete südlich der Bamberger Straße mit Block-, Reihenhaus- und Einzelhausbebauung. 1964 wurde dort der Grundstein für die evangelische Erlöserkirche gelegt, 1966 wurde sie geweiht.

## Kirchen

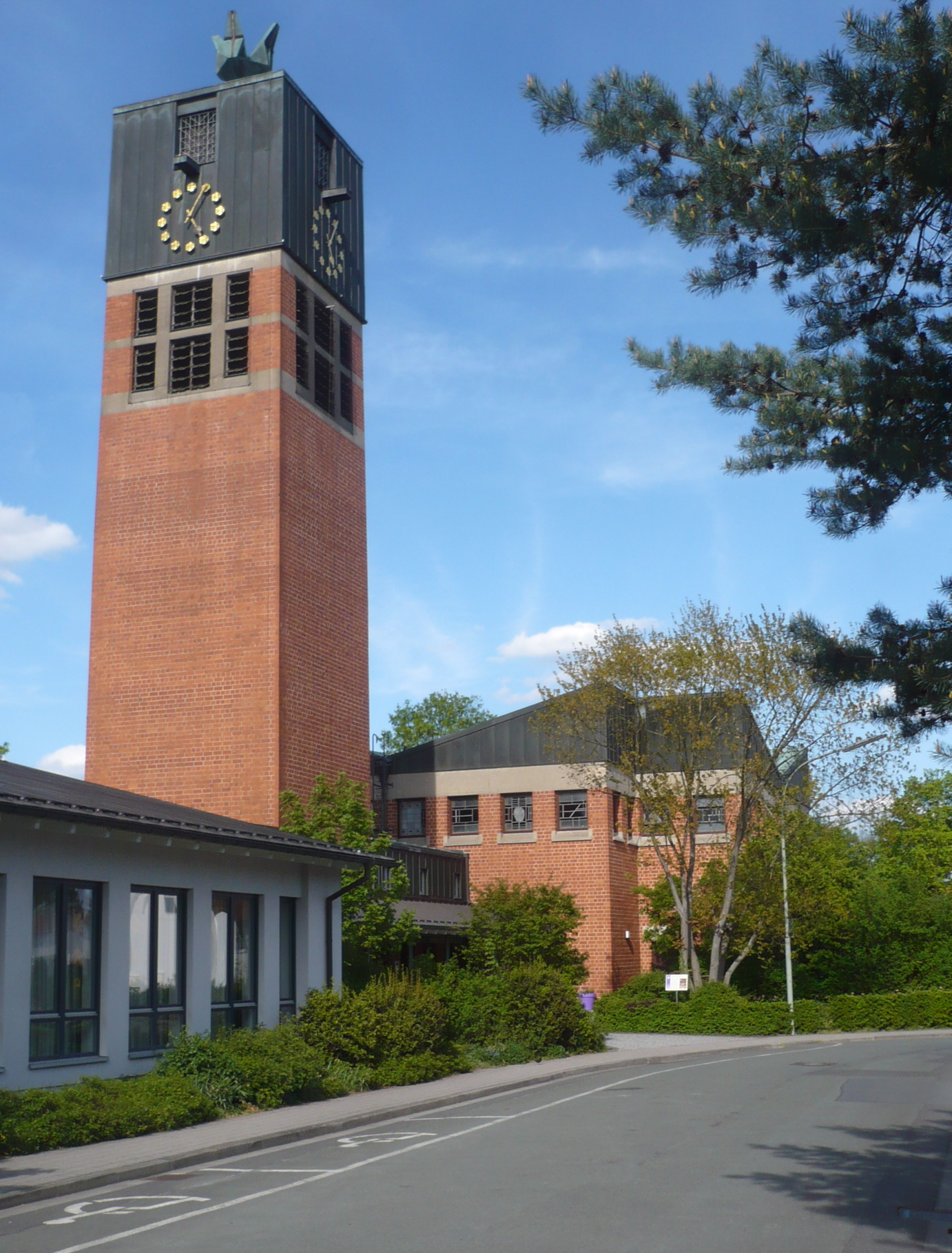
Erlöserkirche

Die Sankt-Nikolaus-Kirche war eine Tochterkirche der Urpfarrei Bindlach, ihre Gründung wird gegen Ende des 11. Jahrhunderts vermutet. Bereits vor dem Bau der Bayreuther Stadtkirche ist in der Altstadt ein „Kirchweg“ nach Bindlach nachweisbar. Im Jahr 1430 wurde die Sankt-Nikolaus-Kirche von den Hussiten zerstört und in den folgenden Jahren wieder aufgebaut. Noch im 15. Jahrhundert hatte sie die Pfarreirechte der Stadt Bayreuth inne. Im Zuge der Reformation wurde sie aufgelöst, letzte Reparaturen am Gebäude wurden 1549 durchgeführt. Die Kanzel wurde 1559 als „Predigtstuhl“ in der Spitalkirche aufgestellt. Steine des Gebäudes dienten 1570/71 zum Bau der Bayreuther Lateinschule, 1595 wurde die letzte Mauer abgerissen. Auf dem Kirchhügele an der Sankt-Nikolaus-Straße, das den alten Dorfmittelpunkt darstellt, stehen die Friedenseiche und ein neugotischer Brunnen aus der Zeit um 1900.
Nach der Reformation hatte die Altstadt weder Kirche noch Pfarrei. Zum Gottesdienst gingen ihre Bewohner in die Spital- oder in die Stadtkirche. Erst Ende des 19. Jahrhunderts wurde eine Hilfsgeistlichenstelle bewilligt, 1898 die nahe Gottesackerkirche neu geweiht und der Gemeinde zur Verfügung gestellt. Taufen und Trauungen mussten weiterhin in der Stadtkirche stattfinden, um das mögliche Entstehen einer eigenen Pfarrei für die Altstadt zu verhindern. Dennoch erhielt die Altstadt 1914 ein Pfarrhaus mit Gemeindesaal (Bamberger Straße 41), 1922 eine eigene Pfarrstelle und schließlich 1966 mit der Erlöserkirche im Bereich Jakobshof ein eigenes Gotteshaus.
Nachdem die Gottesackerkirche durch Kriegseinwirkungen im April 1945 beschädigt worden war, nutzte die obdachlos gewordene Altstadt-Gemeinde das Angebot der Reformierten Kirche in der Erlanger Straße, deren Räume mitzunutzen.
Bereits 1959 errichtete das Erzbistum Bamberg am Rand der Altstadt die katholische St.-Hedwigs-Kirche. Architekt war Emil Steffann. Die neue Kirche war aufgrund der vielen Flüchtlinge aus Schlesien und Böhmen notwendig geworden. Die Schlosskirche als bis dahin einzige katholische Kirche der Stadt konnte zu dem Zeitpunkt die zahlreichen Gläubigen nicht mehr fassen. Der amtierende Dekan tauschte das für einen Kirchenneubau vorgesehene Grundstück am Josephsplatz in der Innenstadt mit einem Grundstück an der Schwindstraße. Am 23. August 1959 war die Grundsteinlegung, am 18. September 1960 wurde die neue Kirche geweiht. Damit hatte die Altstadt erstmals seit der Reformation wieder eine katholische Kirche. Beide Gemeinden leben in aktiver Ökumene miteinander.
Entlang des Straßenzugs Erlanger und Bamberger Straße befinden sich die Reformierte Kirche, die Methodistische Kirche, mit der Gottesackerkirche ein Platz für die Altkatholiken und mit der Gemeinde Emanuel eine Freikirche.

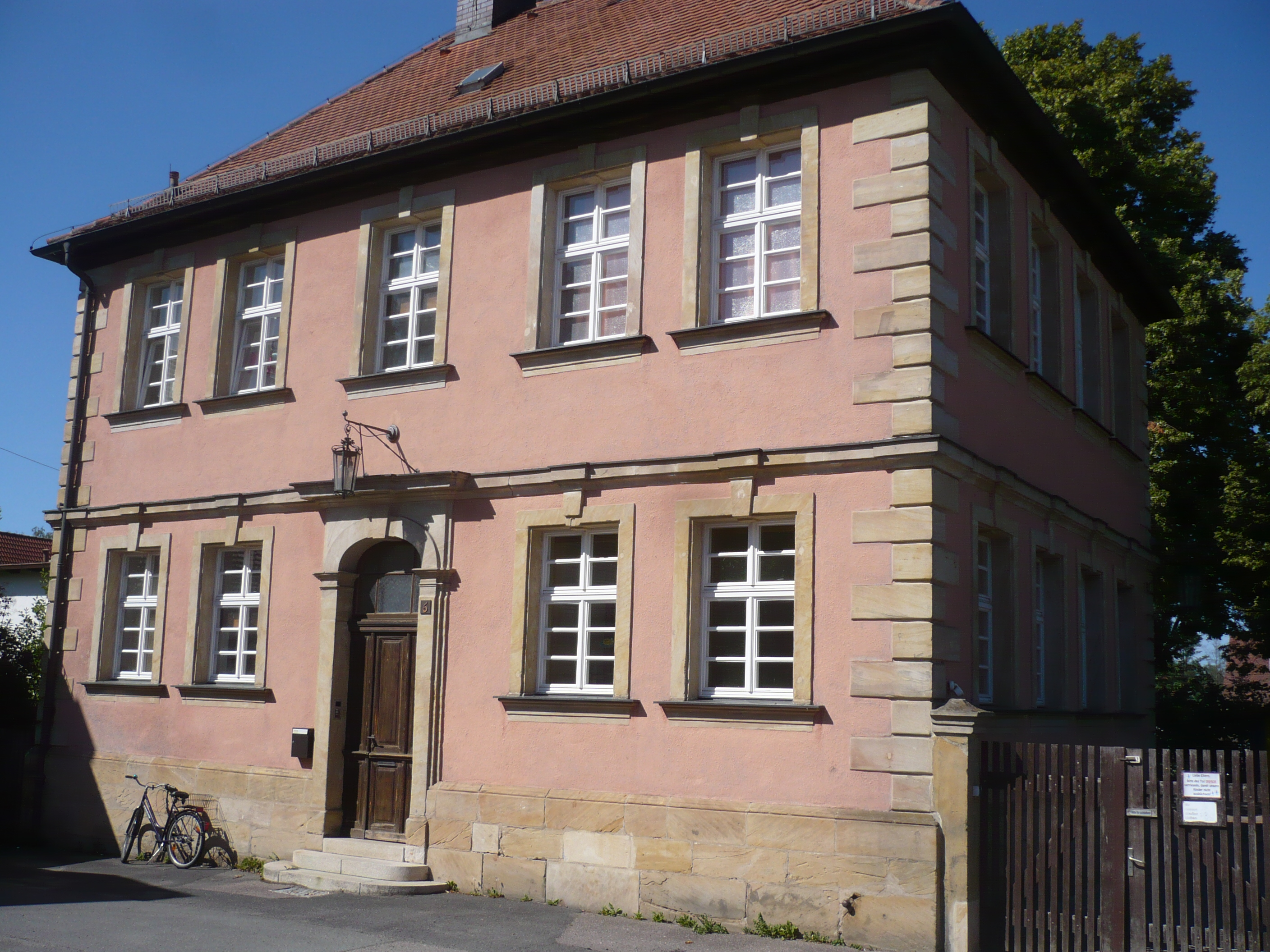
„Schlößlein“ in der Fantaisiestraße, Schulhaus von 1831 bis 1875

## Schulen

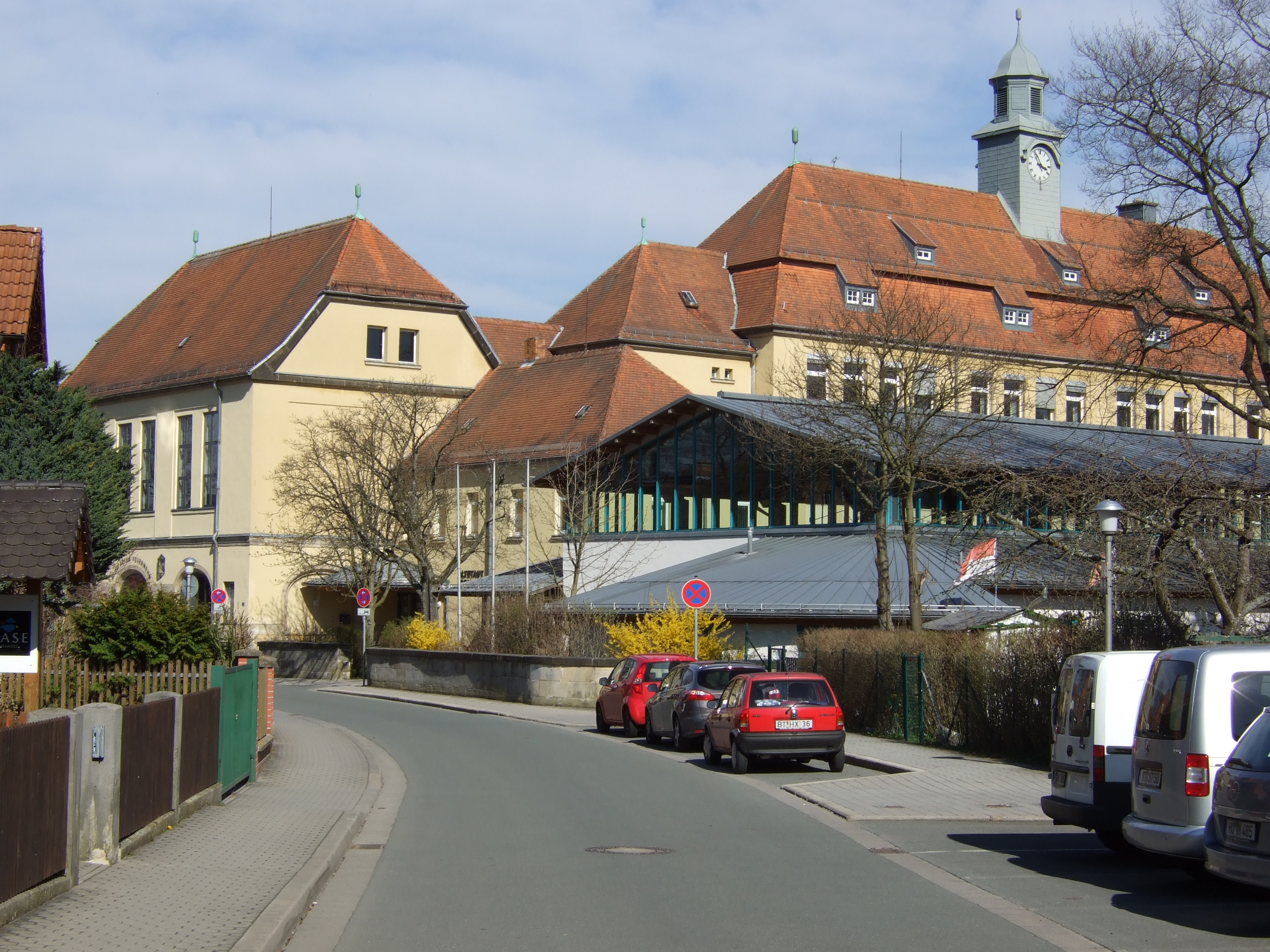
Altstadtschule, Feuerwehrhaus mit Aula und neue Turnhalle

Erster amtlich erwähnter Schulmeister war Nikolaus Öhlstein, der um 1660 im eigenen Haus unterrichtete. 1749 befand sich die Schule in der Gemeindeschmiede, St.-Nikolaus-Straße 28. 1762 wurde im Hirtenhaus an der Wallstraße 20 unterrichtet, 1817 wieder im Haus des damaligen Lehrers d'Alleux. 1825 wurde der Ort an das Bayreuther Schulwesen angeschlossen. Im Jahr 1831 kaufte die Gemeinde Altenstadt das „Lüchau-Schlößlein“ und nutzte es als Schulhaus. Der dortige Schulsaal wurde 1858 geteilt und eine zweite Schulstelle eingerichtet. Die Schüler ab der Mittelklasse besuchten ab 1875 das Zentralschulhaus (die heutige Graserschule) in der Innenstadt. 1902 löste man die alte Altstadtschule auf, die Altstädter Kinder besuchten fortan die Luitpoldschule in der Sedanstraße (seit 1947 Oswald-Merz-Straße).

### Neue Altstadtschule
1912 begann der Bau des heutigen Schulgebäudes. Der große Bau wurde am 1. Mai 1914 eingeweiht, im ersten Schuljahr zählte man 368 Knaben und 364 Mädchen, die von 14 Lehrern in 16 Lehrsälen unterrichtet wurden. Zur Schule gehörten eine Bibliothek, eine Turnhalle, eine Hausmeister- und eine Heizerwohnung. Der Schulsprengel umfasste auch angrenzende Bereiche wie Teile des Stadtteils Kreuz und die bis 1939 selbstständige Gemeinde Meyernberg. Die Turnhalle befand sich im Obergeschoss des Feuerwehrhauses.
In den 1920er und 1930er Jahren wurde die Schule zu einem Ort starker Anbindung an den Nationalsozialismus. Mit Unterbrechungen unterrichtete der spätere Gauleiter, Bayerische Kultusminister und Reichswalter des Nationalsozialistischen Lehrerbunds Hans Schemm von 1918 bis 1933 an der Altstadtschule, die schließlich seinen Namen trug.
1945/46 beherbergte die Schule ein Lazarett, der Schulbetrieb wurde 1947 wieder aufgenommen. In den späten 1980er Jahren wurde die alte Turnhalle wegen Einsturzgefahr vorübergehend gesperrt, 1993/94 die neue Turnhalle in Betrieb genommen. Die alte Turnhalle dient seit 2005 als Aula. Seit 2010 heißt die Schule offiziell Mittelschule Bayreuth-Altstadt.

### Kinderschule Altstadt

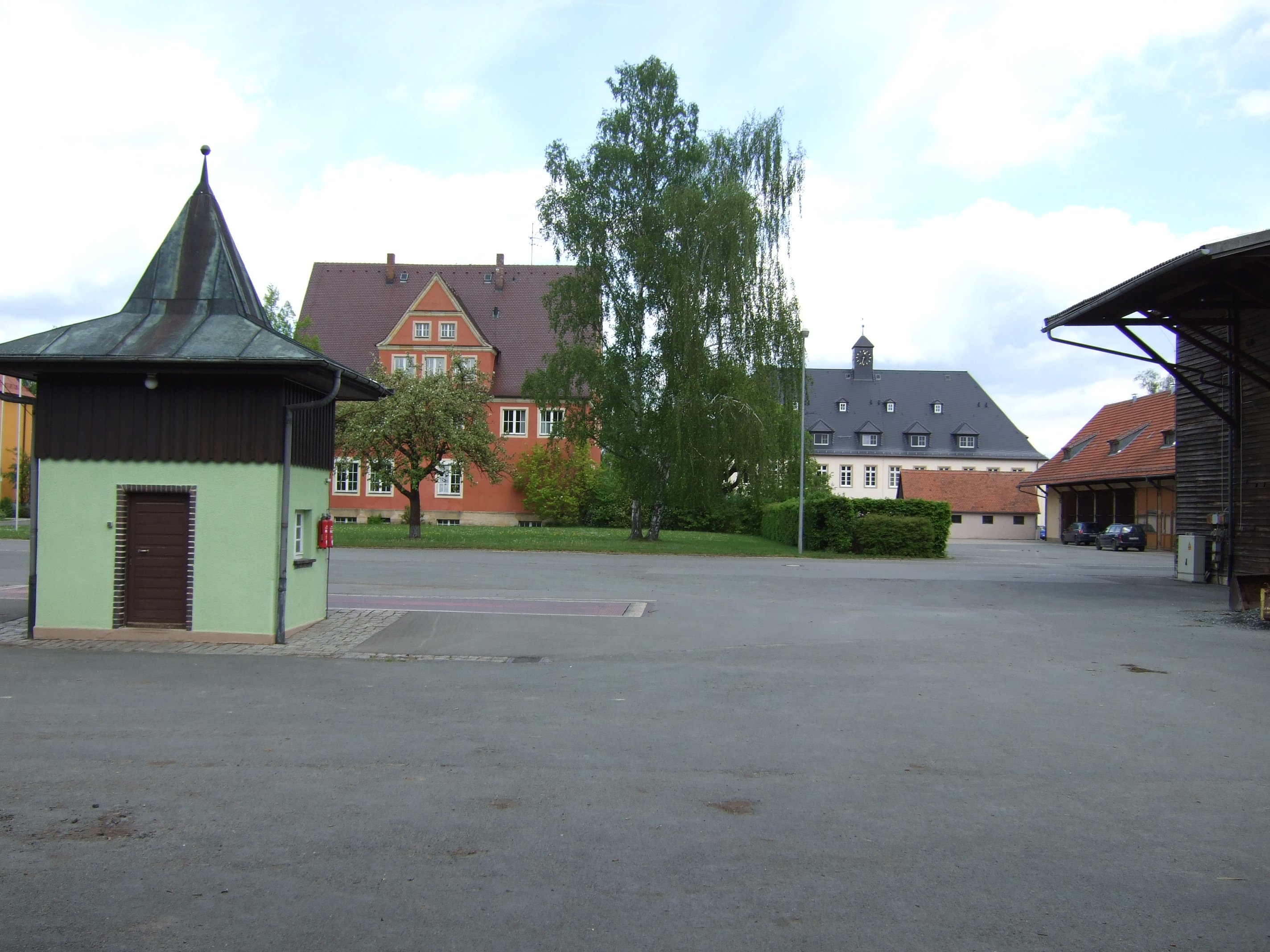
Landwirtschaftsschule

Im Schlößlein wurde 1903 der Kindergarten „Kinderschule Altstadt“ eröffnet. 1906 wurde der Bau eines neuen Kinderschulgebäudes auf demselben Grundstück beschlossen, das spätestens 1907 bezogen werden konnte. Vermutlich handelte es sich um den ersten Kindergarten der Stadt.

### Landwirtschaftsschule Bayreuth und Staatliche Höhere Landbauschule Bayreuth
Für die geplante Kreisackerbauschule pachtete die Kreisgemeinde Oberfranken 1873 von der Stadt den Äußeren Spitalhof mit 140 Tagwerk Ackerfläche. 1874 wurde die Schule mit zunächst 16 Schülern eröffnet, 1884 gab es bereits 36 Absolventen. 1888 erwarb die Regierung von Oberfranken die Schule käuflich, zudem den angrenzenden, 32,7 Hektar großen Lettenhof. Die um die Jahrhundertwende geplante Nutzung der Einrichtung als Kreisirrenanstalt wurde nicht verwirklicht, stattdessen wurde 1911 die Königlich Landwirtschaftliche Kreiswinterschule ins Leben gerufen.

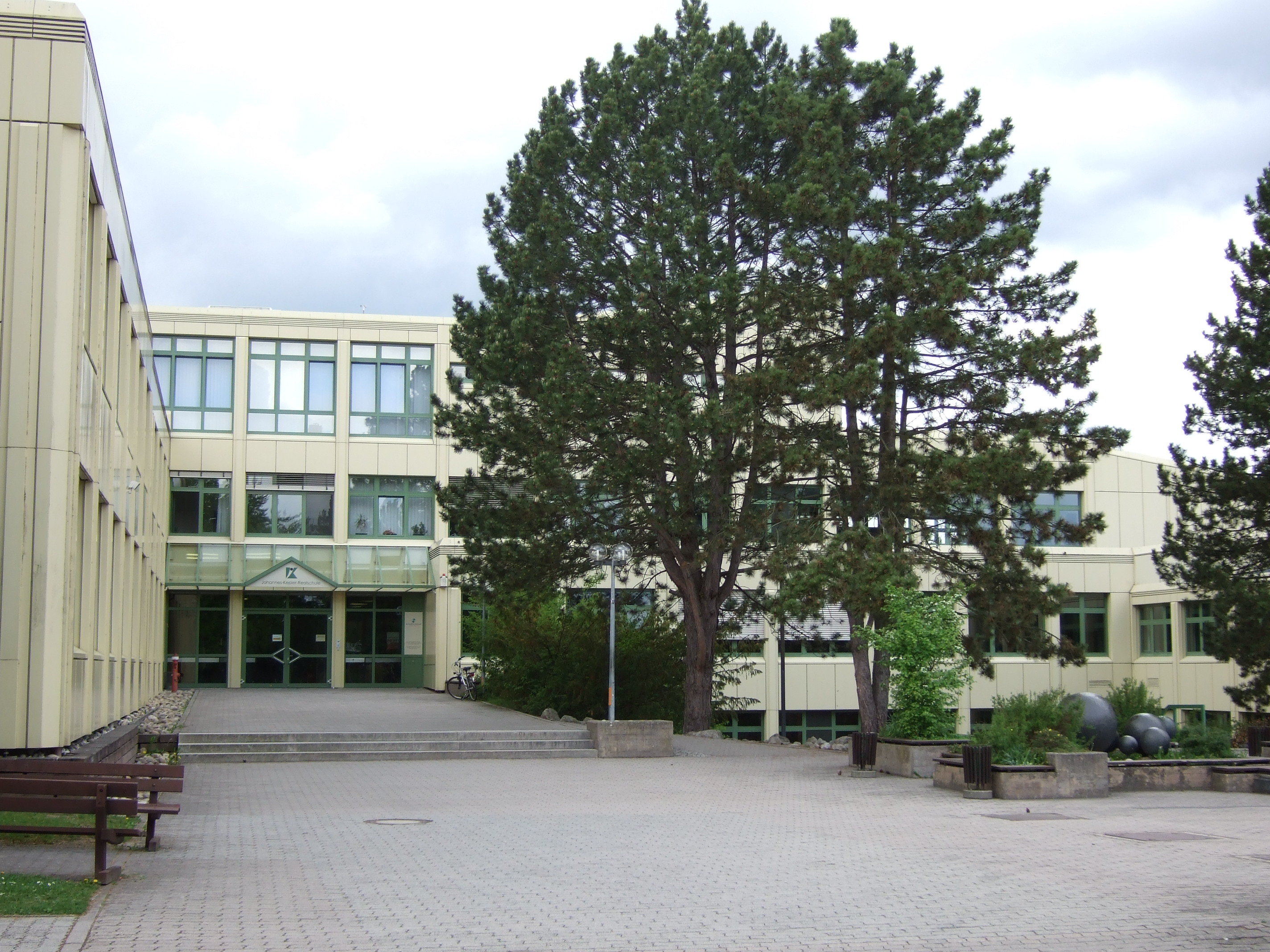
Johannes-Kepler-Realschule

Mit der Gründung als Kreislehrgut wurde 1927 wieder von Winterbetrieb (November bis März) auf Vollbetrieb umgestellt. Ab 1950 lautete der Name Bezirkslehrgut. 1997 waren den „Landwirtschaftlichen Lehranstalten des Bezirks Oberfranken“ eine Tierhaltungs- und eine Landmaschinenschule angeschlossen. Die Gesamtfläche betrug 161,61 Hektar, 1716 Kursteilnehmer wurden gezählt.

### Sonstige Schulen
- Johannes-Kepler-Realschule (Staatliche Realschule Bayreuth II)
- Staatliche Berufsschule III (Landwirtschaft, Gartenbau, Hauswirtschaft)

## Gewerbe und Industrie

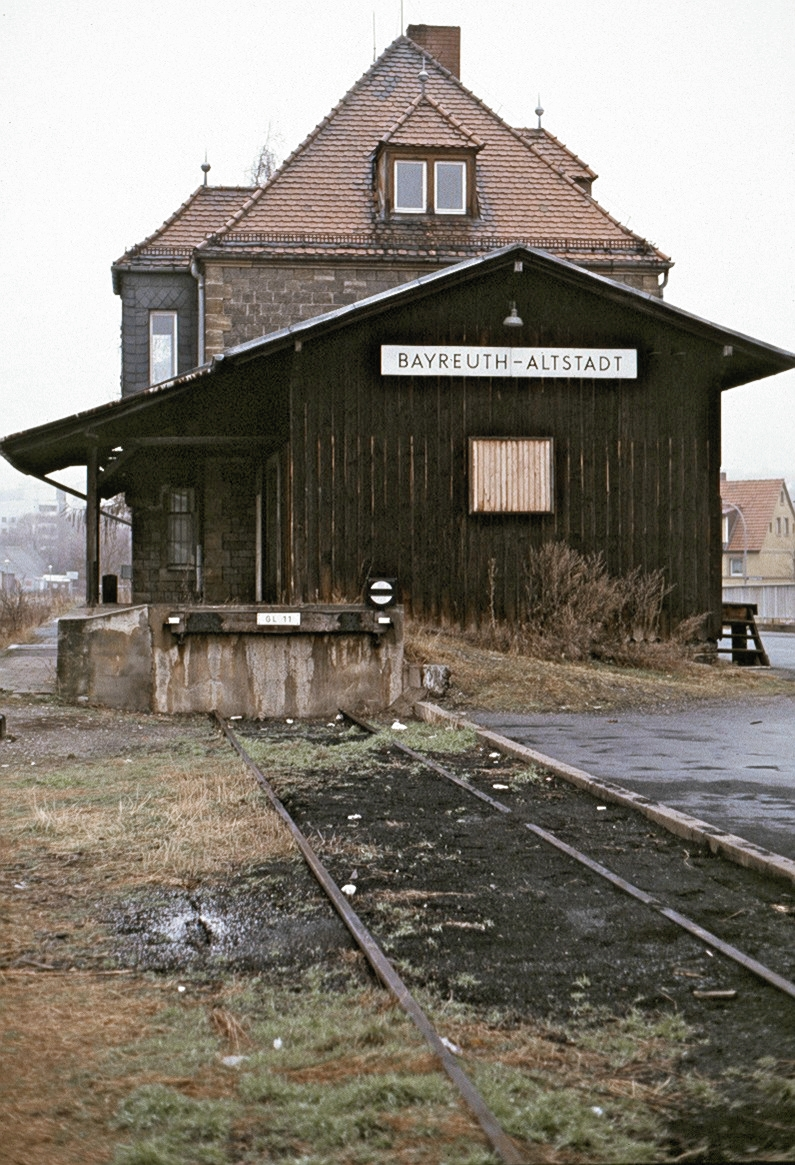
Bahnhof mit Güterschuppen im Jahr 1987

In den 1780er Jahren lassen sich mehrere Brauer nachweisen.
Die 1852 gegründete Brauerei Glenk bestand fast 150 Jahre lang am Eichelweg. Das Gebäude wurde 2011/12 abgerissen, Produktion und Verwaltung wurden aus dem Stadtteil ausgelagert. Nach wie vor existiert die Brauerei Becher (Becher Bräu), auf deren Anwesen erstmals 1781 ein Brauer und Gastwirt dokumentiert ist.
Im Talgrund jenseits des Mistelbachs brannte die Aktien-Ziegelei seit 1888 Lehm, der aus dem Hang des Roten Hügels gewonnen wurde. 1970 wurde die Produktion eingestellt; die beiden 60 m hohen Schornsteine wurden damals gesprengt, die Fabrikgebäude wurden abgerissen. Mit der nahen Ziegelei Wölfel teilte sie sich einen Gleisanschluss.

## Verkehr

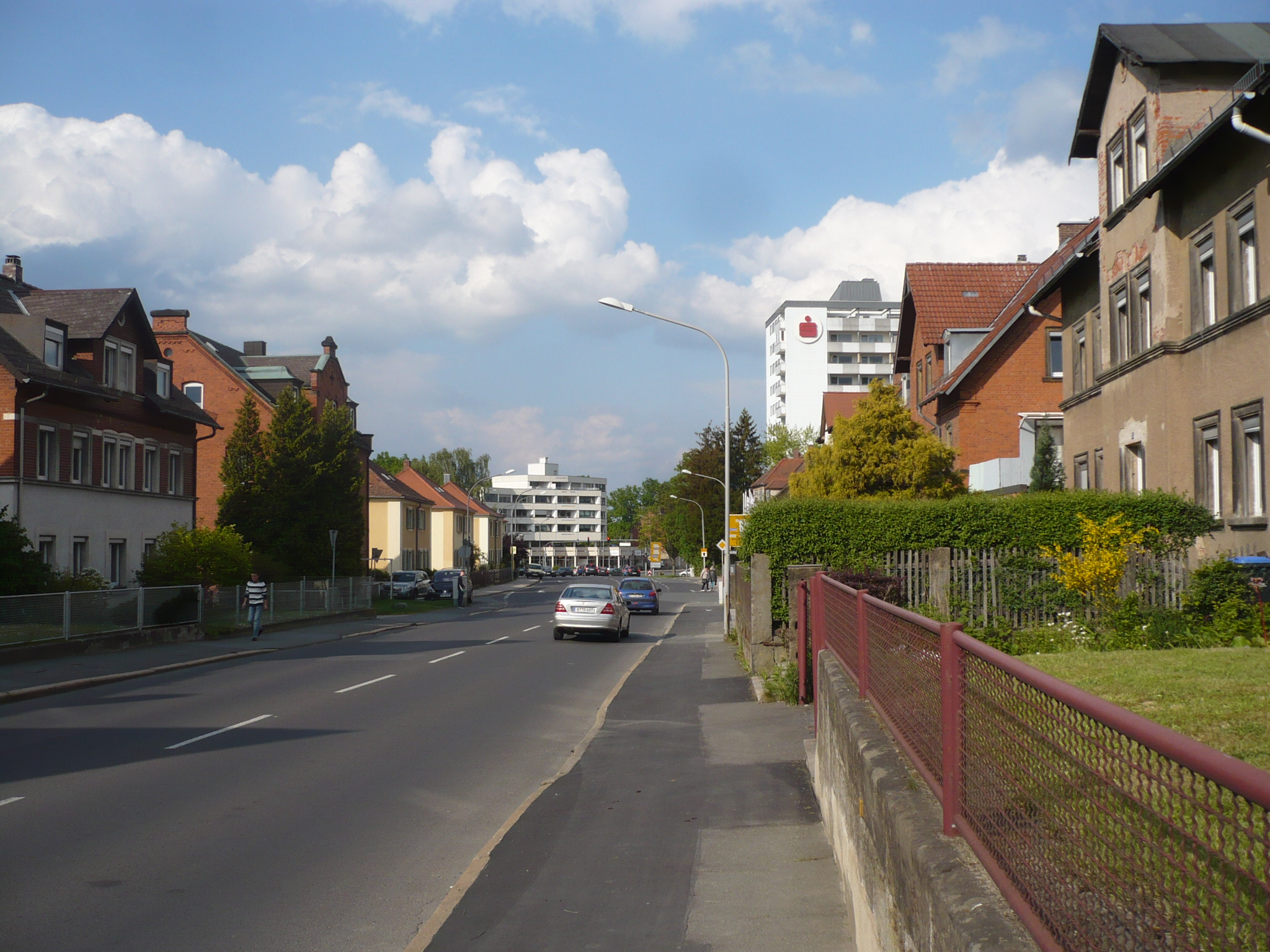
Bamberger Straße, im Hintergrund der Freiheitsplatz und das Sparkassenhochhaus

Von 1904 bis 1974 existierte am südwestlichen Rand der Altstadt der Bahnhof Bayreuth Altstadt im Personenverkehr, als Trennungsbahnhof der Strecken vom Hauptbahnhof nach Hollfeld und Thurnau. Eröffnet wurde der Bahnhof mit der Strecke nach Hollfeld am 12. März 1904, der damalige Fahrplan wies ihn noch unter der Bezeichnung „Altenstadt b/Bayr.“ aus. Am 28. September 1974 verkehrte der letzte reguläre Personenzug, bis 1994 fanden gelegentlich noch Sonderfahrten statt. Am 14. Oktober 1994 endete auch der Güterverkehr. Die 1995 von der Stadt erworbene und bis dorthin erhalten gebliebene Strecke wurde stillgelegt. Die Gleisanlagen wurden abgebaut, der Haupttrakt des Gebäudes blieb erhalten.
Hauptverkehrsachse ist die Bamberger Straße, die als Bundesstraße 22 am Stadtteil Meyernberg vorbei über Hollfeld nach Bamberg führt. Nach Verlängerung der Bundesautobahn 70 im Herbst 1964 in westlicher Richtung über die Anschlussstelle Kulmbach/Neudrossenfeld hinaus hat der örtliche Abschnitt der B 22 seine überregionale Funktion verloren. Im Mai 1999 erhielt die Bamberger Straße westlich der ehemaligen Bahntrasse eine begradigte Führung und eine Verknüpfung mit der 1980 gebauten vierspurigen Rheinstraße.
Im Öffentlichen Personennahverkehr wird die Altstadt durch die Stadtbuslinien 301, 305 und 309 der Stadtwerke erschlossen. Sie verkehren an Werktagen überwiegend im 20-Minuten-Takt.

## Bauwerke

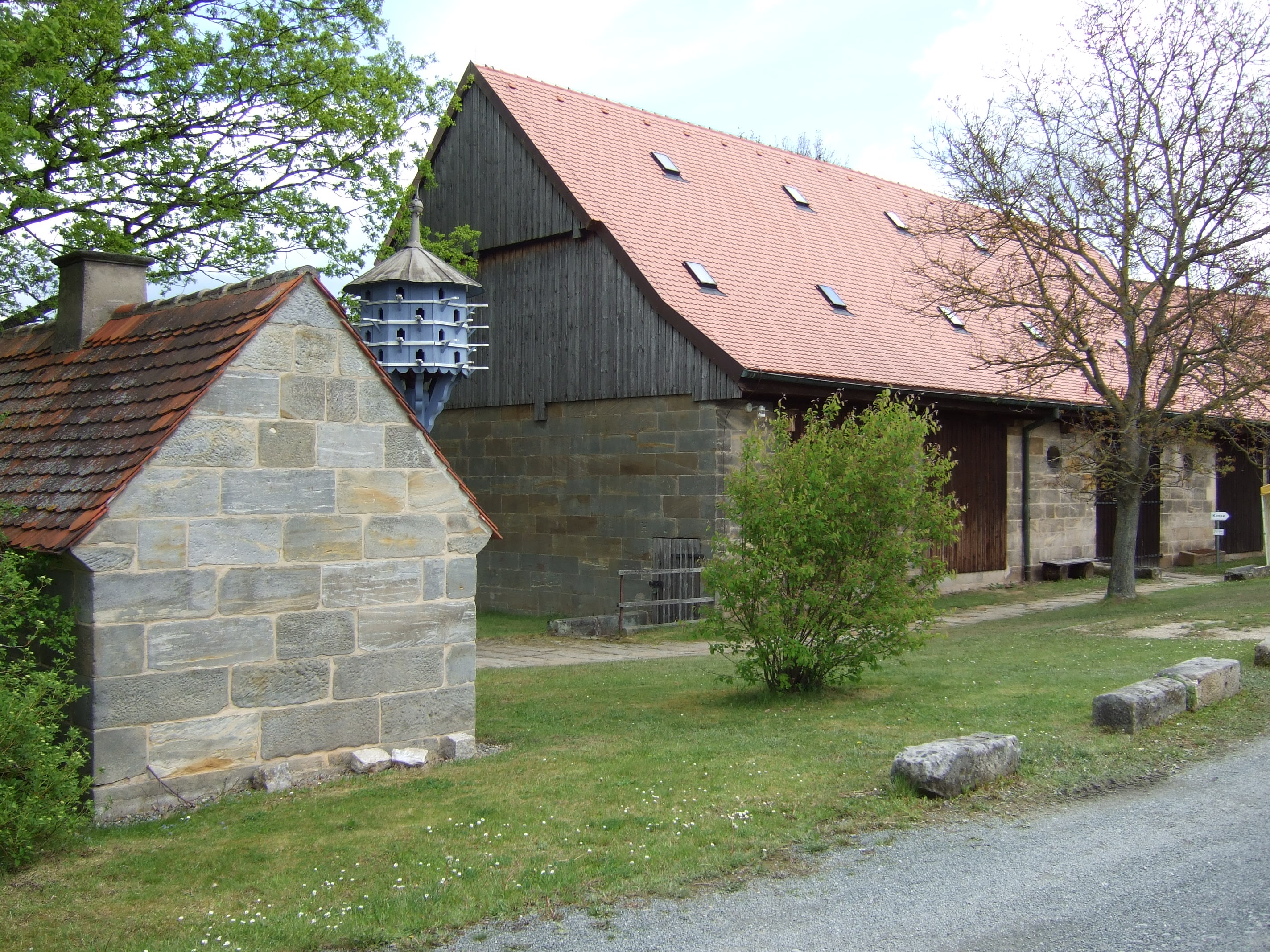
Museum für Bäuerliche Arbeitsgeräte

- Aus dem Jahr 1757 stammt das „Schlößlein“, das Maria Charlotte von Lüchau erbauen ließ. Das Gebäude in der Fantaisiestraße 6 wechselte häufig den Besitzer, ehe es von 1831 bis 1902 als Schulhaus genutzt wurde. Später diente es vorübergehend als Kindergarten, 1981 wurde es generalsaniert.[47]
- Das 42 Meter hohe zwölfgeschossige Sparkassenhochhaus am Freiheitsplatz, 1964 erbaut, war vorübergehend das höchste Gebäude der Stadt.[48]
- An der Grenze zum Stadtteil Meyernberg steht mit dem Ypsilon-Haus das höchste Wohngebäude und mit 380 Wohnungen die größte Wohnanlage der Stadt.[49] Erbaut wurde es 1972 bis 1974 jenseits des Mistelbachs auf dem Gelände der ehemaligen Aktienziegelei.[50]

## Kultur
Im 1745 gebauten Lettenhof, Adolf-Wächter-Str. 17, sind das Museum für Bäuerliche Arbeitsgeräte und die KulturServiceStelle des Bezirks Oberfranken untergebracht.
Als Veranstaltungsort u. a. für Rock-, Folk- und Jazzkonzerte hat sich der Saal der Gaststätte Becher Bräu etabliert.

## Freizeit und Sport

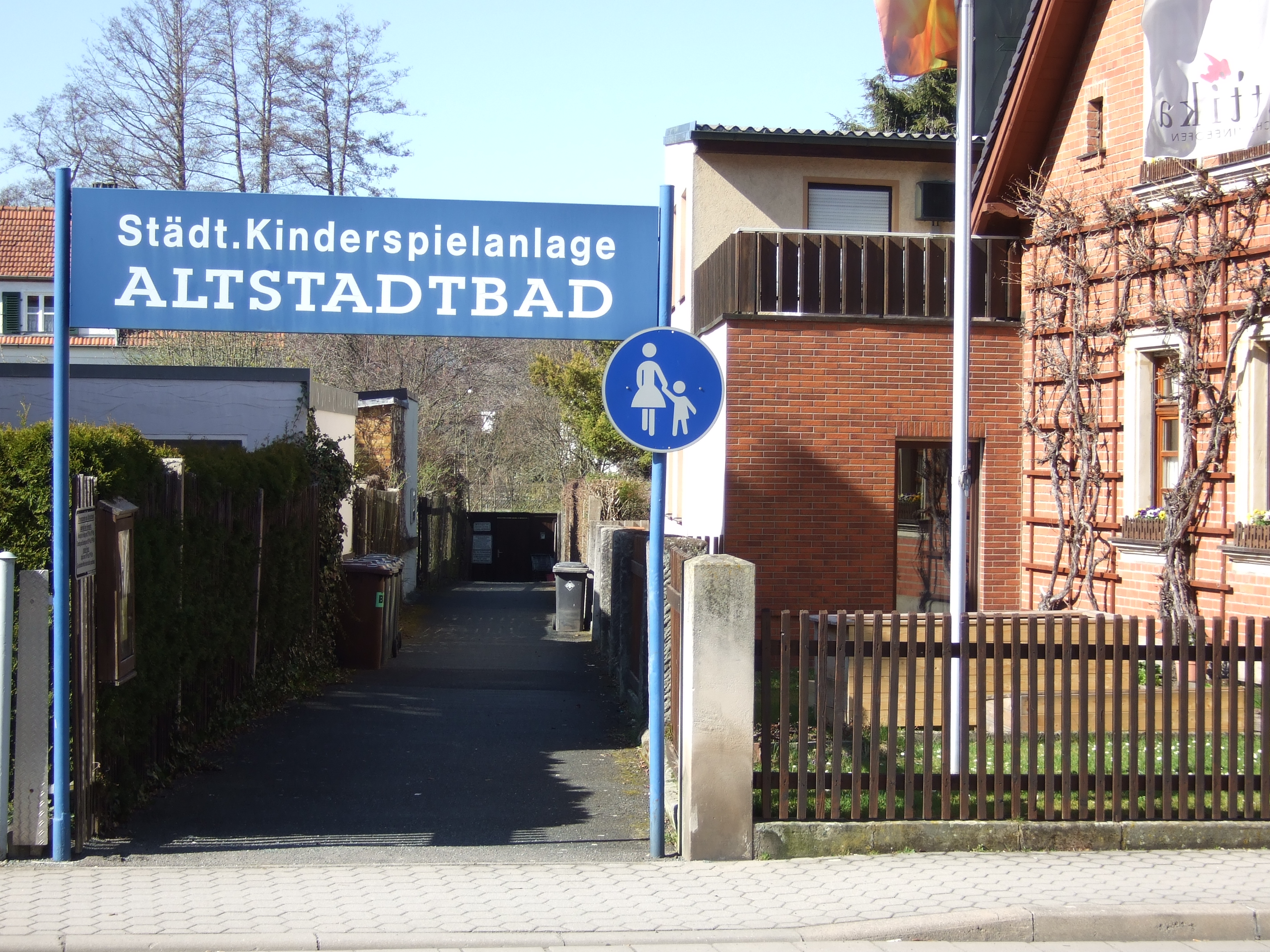
Weg zum Altstadtbad

- Als „Altstadt“ wird umgangssprachlich auch der Fußballverein SpVgg Bayreuth bezeichnet, dessen vereinseigener Platz sich bis 2001 an der Jakobshöhe befand. Spielt die Spielvereinigung Bayreuth, dann spielt im Bayreuther Sprachgebrauch die „Altstadt“ bzw. spielen die „Altstädter“.
- Seit 1903 existiert die Schützengilde Altstadt Bayreuth. In den Jahren 1995/96 sanierte der 200 Mitglieder zählende Verein das verwaiste Gebäude des stillgelegten Bahnhofs Altstadt als neues Domizil mit Schießstand.[53]
- Das 1908 eröffnete Altstadtbad ist ein speziell für Kinder geschaffenes städtisches Freibad. Als öffentliche Badeanstalt eingerichtet, wies es ursprünglich nur ein Becken auf, das vom Wasser des Mistelbachs gespeist wurde. 1961 wurden die Liegewiese vergrößert und erstmals Spielgeräte aufgestellt, 1975 kamen ein Kiosk und ein Bolzplatz hinzu.[54]

Im Winter 1989/90 wurde das Bad für 850.000 DM umfassend saniert. Es erhielt ein Nichtschwimmerbecken und ein flaches Becken für Kleinkinder sowie eine moderne Filter- und Umwälztechnik. 1994 wurden 20.000 Besucher gezählt.
Der Eintritt ist frei. Geöffnet ist unter der Woche von 12 bis 17 Uhr, an den Wochenenden und in den Ferien bereits ab 10 Uhr. Bei schlechtem Wetter bleibt das Bad geschlossen.
- Nachdem jahrzehntelang die Kirchweih Altstädter Kerwa im ehemaligen Sportplatz der SpVgg gefeiert worden war, findet sie seit 2014 wieder am ursprünglichen Platz auf dem „Kernghiechala“ (Kirchhügel an der Sankt-Nikolaus-Straße) statt. Zu dem Fest Mitte September gehört das traditionelle Geldbeutelwaschen im Mistelbach nahe der im Volksmund „Wilder Mo“ genannten Gaststätte zum Mistelbach.[56]